# П'єрр Бартес
П'єрр Бартес (фр. Pierre Barthès; нар. 13 вересня 1941, Безьє (Еро), Франція) — колишній французький тенісист.
Найвищу одиночну позицію світового рейтингу — 9 місце досяг 1971 року (за даними World's Top 10).
Здобув 7 одиночних та 5 парних титулів.
Перемагав на турнірах Великого шолома в парному розряді.
Завершив кар'єру 1976 року.

## Кар'єра
Бартес народився в Безьє, був одним із «Красенів», групи гравців, підписаних Ламаром Хантом у 1968 році для новоствореної професійної групи Світового чемпіонату з тенісу (WCT). 1974 року він досяг найвищого в кар'єрі рейтингу ATP в одиночному розряді - 54-го місця у світі, хоча це не є правдивим показником, оскільки він був одним із 20 найкращих гравців 1971 року до створення системи рейтингу ATP, ставши переможцем турніру «Мастерс» за підсумками того ж року. Він також був чемпіоном Відкритого чемпіонату США в парному розряді в 1970 році в парі з Ніколою Пілічем. 

## Фінали турнірів Великого шолома

### Парний розряд: 1 (1 перемога)
| Результат | Рік  | Турнір                           | Покриття | Партнер      | Суперники              | Рахунок            |
| --------- | ---- | -------------------------------- | -------- | ------------ | ---------------------- | ------------------ |
| Перемога  | 1970 | Відкритий чемпіонат США з тенісу | Трава    | Нікола Пилич | Рой Емерсон Род Лейвер | 6–3, 7–6, 4–6, 7–6 |